# Synagoge (Albersweiler)

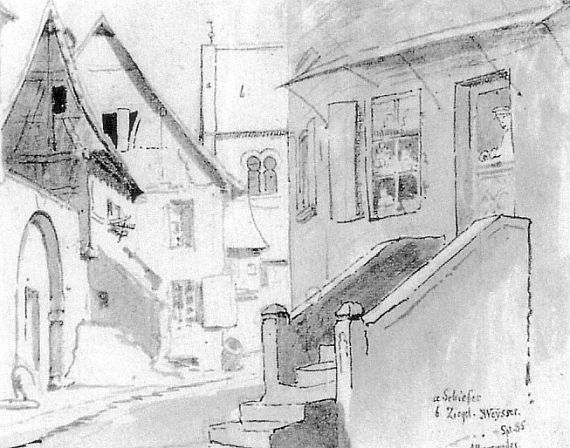
Synagoge in Albersweiler (Bildmitte) gezeichnet von Karl Weysser, 1885

Die Synagoge in Albersweiler, einer Ortsgemeinde im Landkreis Südliche Weinstraße in Rheinland-Pfalz, war eine Synagoge, die 1868 eingeweiht und während der Novemberpogrome 1938 in Brand gesteckt wurde.

## Geschichte
Die jüdische Gemeinde Albersweiler erwarb 1864 zwei Grundstücke, um darauf eine neue Synagoge zu bauen. Die Spende einer größeren Geldsumme von Süßkind Weil, der von Albersweiler in die USA ausgewandert war, machte den Bau der neuen Synagoge möglich. Die alte Synagoge wurde 1877 abgebrochen und auf dem Grundstück die jüdische Volksschule errichtet.
Von 1865 bis 1867 wurde der Bau im orientalisierenden Stil errichtet. Als Vorbild diente die Ingenheimer Synagoge, die nach den Plänen Friedrich von Gärtners gebaut wurde. Die Einweihung der Synagoge fand am  17. und 19. Januar 1868 statt.
Die Synagoge wurde am 21. Oktober 1938 an die Gemeinde verkauft, aber der Kauf wurde vom Landratsamt Bergzabern nicht genehmigt. Beim Novemberpogrom 1938 wurde die Synagoge zerstört und kurz danach abgebrochen. Auf dem Grundstück wurde 1959 ein Lagerhaus der Raiffeisengenossenschaft errichtet. Eine Gedenktafel befindet sich seit 1988 am Platz der Synagoge.

## Architektur
Der zweigeschossige Putzbau mit Sandsteingliederung besaß einen dreiteiligen Eingangsrisalit, der sich stark hervorhob. Dieser bestand aus zwei rechteckigen turmartigen Baukörpern mit gekuppelten Hufeisenbogenfenstern und darüber jeweils einem Ochsenauge. Dazwischen befand sich das doppelflügelige Portal, das flankiert war von zwei Säulen mit Kapitellen auf denen ein mit achtzackigen Sternen ornamentierter Hufeisenbogen auflag, der das Rundfenster über dem Portal einrahmte. Über diesem Hufeisenbogen aus Sandstein waren die Gesetzestafeln angebracht, die von einem Akroter geschmückt wurden. Auf den turmartigen Bauteilen befanden sich ebenfalls Akroterien auf einem umlaufenden Palmettenfries. Die gesamte Fassade war durch Lisenen gegliedert und einfache oder gekuppelte Fenster in Hufeisenbogenform gaben dem Inneren viel Tageslicht. Im Innern befand sich eine Frauenempore und stilvolle Kronleuchter.
Die Synagoge war ein sehr gelungener und repräsentativer Ritualbau, der für die kleine jüdische Gemeinde eine große Leistung war.